# Kościół Świętego Judy Tadeusza w Starachowicach
Kościół Świętego Judy Tadeusza w Starachowicach – rzymskokatolicki kościół parafialny należący do parafii pod tym samym wezwaniem (dekanat Starachowice-Północ diecezji radomskiej).
Jest to świątynia zaprojektowana przez architekta Zbigniewa Grządzielę i konstruktora Bogdana Cioka, wybudowana została dzięki staraniom księdza Henryka Wólczyńskiego w latach 1997–2003. Kościół to budowla trójnawowa, wzniesiona na planie krzyża z obszernym prezbiterium. Wieża znajduje się w części wejściowej świątyni, zwieńcza ją kopuła. Po obu stronach naw bocznych są umieszczone kaplice w formie sześciokąta zwieńczone kopułami. Kościół został dedykowany przez biskupa Henryka Tomasika w dniu 7 lipca 2013 roku.